# Visconde de Miranda do Corvo
Visconde de Miranda do Corvo é um título nobiliárquico criado por D. Luís I de Portugal, por Decreto de 3 de Novembro de 1872, em favor de Augusto Maria de Melo Gouveia.
Titulares
1. Augusto Maria de Melo Gouveia, 1.° Visconde de Miranda do Corvo.